# Pierre Guérin de Tencin
Pierre kardinal Guérin de Tencin, francoski rimskokatoliški duhovnik, škof in kardinal, * 22. avgust 1680, Grenoble, † 2. marec 1758.

## Življenjepis
12. junija 1724 je bil imenovan za nadškofa Embruna; 2. julija 1724 je prejel škofovsko posvečenje.
23. februarja 1739 je bil povzdignjen v kardinala in 11. novembra 1740 je bil imenovan za nadškofa Lyona.